# Hulko
En hulko er et gammelt jysk ord for en sten med et hul helt igennem. Disse sten brugte man som legetøj ved at binde en snor igennem dem og trække dem rundt som om de var køer. Hulko er blot udtalen på hwolkow som var den mest almindelige betegnelse i Midt- og Nordjylland. I andre egne brugte man enten volberko eller hwolbokow. Orddelen bo/ber menes at betyde "født med". Legen kunne også leges med andre naturgenstande, hvor man kunne binde snore i, fx sneglehuse og kogler.